# Goodbye (Slipknot)
Goodbye è un singolo del gruppo musicale statunitense Slipknot, pubblicato il 5 gennaio 2016 come nono estratto dal quinto album in studio .5: The Gray Chapter.

## Descrizione
Ottava traccia dell'album, Goodbye era inizialmente pensata per essere l'introduzione dell'album prima che il gruppo la trasformasse in un vero e proprio brano completo. Il testo, secondo quanto spiegato da Corey Taylor, riguarda le sensazioni che provavano gli Slipknot in seguito alla morte del bassista Paul Gray:
Musicalmente il brano è una ballata hard rock, e presenta parti di basso suonate da Taylor, rimaste immutate dalla versione demo.

## Promozione
La pubblicazione di Goodbye è stata annunciata nel dicembre 2015, periodo nel quale sarebbe dovuto entrare nelle stazioni rock radiofoniche statunitensi, entrando infine in quelle britanniche a inizio gennaio 2016, a ridosso della tappa britannica del tour in promozione a .5: The Gray Chapter.

## Tracce
Testi e musiche di Corey Taylor.
1. Goodbye (Edit) – 3:22

## Formazione
Gruppo
- Shawn Crahan – percussioni, cori
- Chris Fehn – percussioni, cori
- Sid Wilson – giradischi
- Mick Thomson – chitarra
- Craig Jones – campionatore, tastiera
- Jim Root – chitarra
- Corey Taylor – voce, basso

Altri musicisti
- Jay Weinberg – batteria[7]

Produzione
- Slipknot – produzione
- Greg Fidelman – produzione
- Joe Barresi – missaggio
- Jim Monti – registrazione
- Greg Gordon – registrazione
- Sara Lyn Killion – registrazione
- Geoff Neal – assistenza tecnica
- Chris Claypool – assistenza tecnica
- Marcus Johnson – assistenza tecnica
- Evin O'Cleary – assistenza tecnica
- Dan Monti – montaggio
- Lindsay Chase – coordinazione alla produzione
- Vlado Meller – mastering

## Classifiche
| Classifica (2016)             | Posizione massima |
| ----------------------------- | ----------------- |
| Stati Uniti (mainstream rock) | 22                |